# Spice Lisp
Spice Lisp (Scientific Personal Integrated Computing Environment)は、1980年初頭のCMUのSpiceプロジェクトで開発されていたMACLISP系のLispである。 16-bitワークステーションのPERQ上で稼動した。
Common Lisp策定より前から存在するが、Spice Lispのマニュアルを元にCommon Lisp仕様が作成される等、事実上の参照実装ともなった。Common Lisp策定の流れとともに、Spice Lisp自身もCommon Lisp仕様に準拠することとなった。
Spiceプロジェクト終了後、成果は、CMU Common Lispに引き継がれた。
CMU Common LispからフォークしたSBCLは現在ユーザーが多い主要なCommon Lisp処理系となっている。

## 歴史
- 1980年代前半 - カーネギーメロン大学でSpiceプロジェクトの一部として、Spice Lispの開発が開始される。
- 1985年頃 - Spiceプロジェクト終了。

## 派生
Spice Lispのプロジェクトでは、マシン依存の部分を作成すれば処理系の基本部分は完成するCommon Lisp作成キットを配布していた。 このキットを元にした/利用した処理系に、TOPS-20 Common Lisp、VAX LISP、DG Common Lisp等がある。

### Spice Lispから枝分かれした系統
- TOPS-20 Common Lisp
- VAX LISP
- SPUR Lisp
- Gould Common Lisp[2]
- CMU Common Lisp
  - LispWorks (初期のCMUCLより分岐)[3]
  - Scieneer Common Lisp (CMUCLより分岐)
  - Steel Bank Common Lisp (CMUCLより分岐)
- DG Common Lisp